# Eilema brevipennis
Eilema brevipennis är en fjärilsart som beskrevs av Walker 1854. Eilema brevipennis ingår i släktet Eilema och familjen björnspinnare. Inga underarter finns listade i Catalogue of Life.